# Frontière entre la France et le Suriname
La frontière franco-surinamienne est la frontière terrestre et maritime séparant la France — plus précisément la Guyane — du Suriname. Elle est l'une des deux frontières sud-américaine de la France, l'autre étant celle avec le Brésil.

## Caractéristiques
La frontière franco-surinamienne terrestre s'étend sur 510 km, à l'ouest de la Guyane et à l'est du Suriname.
Elle débute au nord à l'embouchure du Maroni, au niveau de l'océan Atlantique (5° 44,3′ N, 53° 58,1′ O). Elle remonte ensuite le cours du fleuve suivant une direction générale vers le sud, puis le cours du Lawa à sa confluence avec le Tapanahoni (4° 22,1′ N, 54° 25′ O).
Au niveau de la confluence entre l'Itany et le Marouini qui forme le Lawa (3° 17,6′ N, 54° 05,2′ O), le tracé de la frontière fait l'objet d'un désaccord entre la France et le Suriname, la première estimant qu'elle remonte le cours du Litani, le second celui du Marouini.
Elle se termine au sud au point de trijonction Brésil - France - Suriname (2° 18,3′ N, 54° 31,5′ O selon la position française) d'où partent la frontière entre le Brésil et le Suriname et la frontière entre le Brésil et la France,.
Il n'y a aucune route ou voie ferrée la franchissant, la frontière étant marquée par le fleuve Maroni et la rivière Lawa qu'aucun pont ne franchit. Le principal point de passage, par bac (La Gabrielle), étant entre Saint-Laurent-du-Maroni (côté français) et Albina côté surinamien. Elle marque néanmoins un changement du sens de circulation automobile, le Suriname avec le Guyana limitrophe étant les deux seuls États d'Amérique du Sud roulant à gauche.
La frontière maritime fait l'objet d'un décret publié le 12 janvier 2022
- Point 0 : accord de délimitation maritime entre le Gouvernement de la République française et le Gouvernement de la République du Suriname, signé à Paris le 8 novembre 2017
- Point 1 : 5° 59′ 02″ N, 53° 51′ 51″ O, intersection entre la limite des 12 milles marins et la délimitation maritime entre la France (Guyane) et le Suriname.
- Point 2 : 6° 01′ 55″ N, 53° 50′ 32″ O
- Point 3 : 8° 49′ 09″ N, 52° 24′ 23″ O, intersection entre la limite des 200 milles marins et la délimitation maritime entre la France (Guyane) et le Suriname.

## Historique
La frontière entre les deux États a été fixée au Maroni par le traité d'Utrecht de 1713 (le Suriname était alors une colonie néerlandaise). Cette frontière était peu précise car de vastes portions de la forêt amazonienne étaient alors inexplorées. Un arbitrage d'Alexandre III de Russie en 1891 a précisé cette limite, qui doit être entendue comme suivant le Lawa en amont de sa confluence avec le Tapanahoni,.
Cet arbitrage n'a pas complètement réconcilié les deux États, la France estimant que l'Itany constitue le cours supérieur du Lawa, tandis que les Pays-Bas (puis le Suriname) jugent que ce cours supérieur est constitué par le Marouini. Il subsiste donc une zone d'approximativement 6 000 km2 en pratique contrôlée par la France mais revendiquée — sans insistance — par le Suriname, entre les rivières Itany et Marouini[réf. à confirmer].
La modification de la superficie de la Guyane française, autrefois estimée à 91 000 km2, n'est pas liée à ce différend frontalier, mais à une erreur commise par l'ancien Service géographique des Colonies, qui avait effectué une mauvaise estimation de la latitude des sources de l'Oyapock. L'erreur a été corrigée dans les années 1960 par l'Institut national de l'information géographique et forestière (IGN), ce qui explique une « amputation » théorique de 7 400 km2 environ.
En février 2019, des tensions renaissent à la suite de la destruction par l'armée française d'un site d'orpaillage illégal sur un des îlots du Maroni. Les Bushinengue surinamais estiment que l'armée française a agi en territoire surinamais, donc illégalement. Face à la pression populaire, le président Désiré Bouterse suspend la coopération avec la France le 1er mars 2019. Face à cet incident diplomatique, la France négocie avec le Suriname pour établir un tracé définitif de la frontière. Il s'agit de déterminer l'appartenance des centaines d'îlots le long du fleuve à l'un ou l'autre pays.
Une mission conjointe franco-surinamaise est alors lancée pour définir la souveraineté sur les 950 îles et leurs 2 000 habitants. Parmi les paramètres utilisés pour attribuer une île à la France ou au Suriname, le sentiment d'appartenance national des insulaires, mais aussi la nationalité des puits, groupes électrogènes, débarcadères, etc. trouvés. Des données satellite sont utilisées pour fixer précisément la frontière. Un protocole d'accord est signé le 15 mars 2021, qui ne concerne cependant pas la section contestée des rivières Itany et Marouini,.
Le contrôle de la zone est important car « cette région transfrontalière à l’ouest de la Guyane constitue (...) une plaque tournante du trafic de cocaïne et de l’immigration clandestine dans le département ».
En 2025, un livre scolaire surinamais est édité, dans lequel figure une carte d'illustration annexe de la zone du Litani pourtant revendiquée par la Guyane.